# Christoph von Rappe (Kanzler)
Christoph von Rappe (* 25. November 1566; † 2. August 1619 in Kaymen) war herzoglich-preußischer Kanzler.

## Leben

### Herkunft
Christoph war Angehöriger der bis dahin kurländischen Adelsfamilie von Rappe. Seine Eltern waren der Erbherr auf Satticken, Telsen und Roloff im Kreis Grobin, Ernst von Rappe († vor 1582) und Catharina von Büldring.

### Werdegang
Rappe studierte Rechtswissenschaften an den Universitäten Jena, Wittenberg, Ingolstadt und Leipzig. Er wurde zum Dr. jur. promoviert. Im Jahr 1594 trat er als Hofgerichtsrat in den preußischen Verwaltungsdienst. 1597 avancierte er zum Kammerrat und 1604 zum Kanzler.
Obwohl er als ein Verfechter der Ständepolitik galt, die sich ja gegen einen übermächtigen Landesherrscher richtete, genoss er das Vertrauen des Kurfürsten Johann Sigismund.
Rappe erbte 1598 die väterlichen Güter Telsen und Roloff. Seit 1604 war er Arrendator der piltenschen Stitfsgüter und wurde 1609 auch deren Pfandherr. Ab 1611 besaß er anstelle dessen Aistern und war Pfandherr auf Rutzau und Niederbartau, sämtlich im Kreis Gobin gelegen. Weiterhin übernahm er in dieser Zeit auch die preußischen Güter Angerapp im Kreis Darkehmen, sowie Wesselhöfen und Bledau im Kreis Königsberg.

### Werke
- Homo politicus, hoc est: Consiliarius novus, officiarius et aulicus secundum hodiernam praxin, 1664 (posthum)
- Monita privata societatis Jesu, 1668 (posthum)

Die Urheberschaft ist teilweise unklar, da auch Philipp Andreas Oldenburger unter dem Pseudonym Pacificus a Lapide verfasste.

### Familie
Rappe vermählte sich 1595 mit Magdalena Dorothea von Kreutzen (1575–1619). Mit ihr stiftete er die ostpreußische Linie († 1744) seines Geschlechts († 1752). Aus der Ehe gingen 11 Kinder hervor.